# A Conan, a detektív szereplőinek listája
Ez a lista a Conan, a detektív című manga- és animesorozatának szereplőit mutatja be.

## Főszereplők
- Kudó Sinicsi (工藤 新一; Hepburn: Shinichi Kudō?), álnév: Edogava Conan (江戸川 コナン; Hepburn: Conan Edogawa?)
- Móri Ran (毛利 蘭; Hepburn: Ran Mouri?)
- Móri Kogoró (毛利 小五郎; Hepburn: Kogorō Mouri?)

## Fekete Szervezet
Fekete Szervezet (黒の組織; Kuro no Szosiki)
- Gin (ジン?)
- Vodka (ウォッカ?)
- Sharon Vineyard, álnév: Vermouth (ベルモット?)
- Chianti (キャンティ?)
- Korn (コルン?)
- Bourbon (バーボン?)
- Mijano Akemi (宮野明美; Hepburn: Akemi Miyano?)
- Pisco (ピスコ?)
- Tequila (テキーラ?)

## Ifi Detektívek
Ifi Detektívek (少年探偵団; Sónen Tantei-dan)
- Josida Ajumi (吉田歩美; Hepburn: Ayumi Yoshida?)
- Cuburaja Micuhiko (円谷光彦; Hepburn: Mitsuhiko Tsuburaya?)
- Kodzsima Genta (小嶋元太; Hepburn: Genta Kojima?)
- Mijano Siho (宮野志保; Hepburn: Shiho Miyano?), álnevek: Haibara Ai (灰原哀; Hepburn: Ai Haibara?), Sherry (シェリー?)

## Rendőrség
- Megure Júzó (目暮十三警部; Hepburn: Juzo Megure?) felügyelő
- Sató Mivako (佐藤 美和子; Hepburn: Miwako Satō?)
- Takagi Vataru (高木 渉; Hepburn: Wataru Takagi?)
- Siratori Ninzaburó (白鳥 任三郎; Hepburn: Ninzaburo Shiratori?)
- Macumoto Kijogana (松本 清長; Hepburn: Kiyonaga Matsumoto?)
- Jamamura Miszao (山村 ミサオ; Hepburn: Misao Yamamura?)
- Jamato Kanszuke (大和 敢助; Hepburn: Kansuke Yamato?)
- Euhara Jui (上原 由衣; Hepburn: Yui Euhara?)

## FBI
- James Black
- Jodie Starling, álnév: Jodie Saitemillion
- Akai Súicsi (赤井 秀一; Hepburn: Shuichi Akai?), álnév: Rye (ライ?)
- Andre Camel

## CIA
- Hondó Ethan (本堂 イーサン; Hepburn: Ethan Hondou?)
- Hondó Eiszuke (本堂 瑛祐; Hepburn: Eisuke Hondou?)
- Hondó Hidemi (本堂 瑛海; Hepburn: Hidemi Hondou?), álnevek: Mizunasi Rena (水無 怜奈; Hepburn: Rena Mizunashi?), Kir (キール?)

## Egyéb
- Agasza Hirosi (阿笠 博士; Hepburn: Hiroshi Agasa?) professzor
- Szuzuki Szonoko (鈴木 園子; Hepburn: Sonoko Suzuki?)
- Kudó Juszaku (工藤 優作; Hepburn: Yusaku Kudo?)
- Kudó Jukiko (工藤 有希子; Hepburn: Yukiko Kudo?)
- Hattori Heidzsi (服部 平次; Hepburn: Heiji Hattori?)
- Tojama Kazuha (遠山和葉; Hepburn: Kazuha Toyama?)
- Kiszaki Eri (妃 英里; Hepburn: Eri Kisaki?)
- Kuroba Kaitó (黒羽 快斗; Hepburn: Kaito Kuroba?), álnév: Kaitó Kid (怪盗キッド; Hepburn: Kaitō Kiddo?)
- Kobajasi Szumiko (小林 澄子; Hepburn: Sumiko Kobayashi?)
- Araide Tomoaki (新出　智明; Hepburn: Tomoaki Araide?)
- Szuzuki Dzsirókicsi (鈴木 次郎吉; Hepburn: Jirokichi Suzuki?)
- Okija Szubaru (沖矢昴; Hepburn: Subaru Okiya?)
- Kudzsó Reiko (九条 玲子; Hepburn: Reiko Kujo?)
- Okino Jóko (沖野 ヨーコ; Hepburn: Yoko Okino?)